# San Diego Film Critics Society Awards 2010
I premi del 15° San Diego Film Critics Society Awards sono stati annunciati il 14 dicembre 2010.

## Premi e nomination

### Miglior attore
Colin Farrell – Ondine - Il segreto del mare
- Aaron Eckhart – Rabbit Hole
- Jesse Eisenberg – The Social Network
- Colin Firth – Il discorso del re
- James Franco – 127 ore

### Miglior attrice
Jennifer Lawrence – Un gelido inverno
- Carey Mulligan – Non lasciarmi
- Natalie Portman – Il cigno nero
- Tilda Swinton – Io sono l'amore
- Michelle Williams – Blue Valentine

### Miglior film di animazione
Toy Story 3 - La grande fuga (Toy Story 3) di Lee Unkrich
- Cattivissimo me (Despicable Me) di Pierre Coffin e Chris Renaud
- Dragon Trainer (How to Train Your Dragon) di Chris Sanders e Dean DeBlois
- L'illusionista (L'Illusionniste) di Sylvain Chomet
- Rapunzel - L'intreccio della torre (Tangled) di Nathan Greno e Byron Howard

### Miglior fotografia
Wally Pfister - Inception
- Anthony Dod Mantle e Enrique Chediak - 127 ore (127 Hours)
- Matthew Libatique - Il cigno nero (Black Swan)
- Eduardo Serra - Harry Potter e i Doni della Morte - Parte 1 (Harry Potter and the Deathly Hallows - Part 1)
- Robert Richardson - Shutter Island

### Miglior regista
Darren Aronofsky – Il cigno nero
- Danny Boyle – 127 ore
- David Fincher – The Social Network
- Debra Granik – Un gelido inverno
- Christopher Nolan – Inception

### Miglior documentario
Exit Through the Gift Shop
- A Film Unfinished
- Inside Job
- The Tillman Story
- Waiting for "Superman"

### Miglior montaggio
Scott Pilgrim vs. the World – Jonathan Amos e Paul Machliss
- 127 ore – Jon Harris
- Il cigno nero – Andrew Weisblum
- Inception – Lee Smith
- The Social Network – Angus Wall e Kirk Baxter

### Miglior cast
44 Inch Chest
- Another Year
- The Fighter
- The Social Network
- Un gelido inverno

### Miglior film
Un gelido inverno
- Il cigno nero
- The Fighter
- Inception
- Il discorso del re
- The Social Network

### Miglior film in lingua straniera
Io sono l'amore, regia di Luca Guadagnino • Italia
- Biutiful, regia di Alejandro González Iñárritu • Messico
- Uomini che odiano le donne (Män som hatar kvinnor), regia di Niels Arden Oplev. • Svezia
- Madre (Madeo), regia di Bong Joon-ho • Corea del Sud
- I gatti persiani (Kasi az gorbehaye irani khabar nadareh), regia di Bahman Ghobadi • Iran

### Migliore scenografia
Shutter Island – Dante Ferretti
- Alice in Wonderland – Robert Stromberg
- Il cigno nero – Therese De Prez
- Harry Potter e i Doni della Morte - Parte 1 – Stuart Craig
- Inception – Guy Hendrix Dyas

### Migliore colonna sonora
Non lasciarmi – Rachel Portman
- 127 ore – A. R. Rahman
- Alice in Wonderland – Danny Elfman
- Il cigno nero – Clint Mansell
- The Social Network – Trent Reznor e Atticus Ross

### Migliore sceneggiatura originale
Four Lions – Chris Morris, Jesse Armstrong e Sam Bain
- Inception – Christopher Nolan
- Il discorso del re – David Seidler
- Ondine - Il segreto del mare – Neil Jordan
- Toy Story 3 - La grande fuga – Michael Arndt

### Migliore adattamento della sceneggiatura
The Social Network – Aaron Sorkin
- Scott Pilgrim vs. the World – Edgar Wright e Michael Bacall
- Shutter Island – Laeta Kalogridis
- The Town – Ben Affleck, Peter Craig e Aaron Stockard
- Un gelido inverno – Debra Granik e Anne Rosellini

### Miglior attore non protagonista
John Hawkes – Un gelido inverno (Winter's Bone)
- Christian Bale – The Fighter
- John Hurt – 44 Inch Chest
- Jeremy Renner – The Town
- Geoffrey Rush – Il discorso del re (The King's Speech)

### Migliore attrice non protagonista
Lesley Manville – Another Year
- Dale Dickey – Un gelido inverno (Winter's Bone)
- Melissa Leo – The Fighter
- Blake Lively – The Town
- Jacki Weaver – Animal Kingdom

### Premio speciale
Rebecca Hall (come attrice dell'anno per i film Red Riding, Please Give e The Town)